# Signe Marie Store
Signe Marie Fidje Store (ur. 23 sierpnia 1995 roku) – norweska zapaśniczka walcząca w stylu wolnym. Olimpijka z Rio de Janeiro 2016, gdzie zajęła osiemnaste miejsce w kategorii 69 kg.
Piąta na mistrzostwach Europy w 2016. Trzykrotna medalistka mistrzostw nordyckich w latach 2013 - 2015.